# Rəhilə Həsənova
Rəhilə Həsənova (aserbaidschanisch Rəhilə Teymur qızı Həsənova; internationale Schreibweise Rahilia Hasanova; geboren am 10. November 1951 in Baku; gestorben 10. August 2024) war eine aserbaidschanische Komponistin.

## Leben
Həsənova studierte Komposition von 1968 bis 1972 am Asəf Zeynallı Music College in Baku bei Xəyyam Mirzəzadə und von 1972 bis 1977 am Konservatorium Baku bei Qara Qarayev. Danach ging sie selbst in den Lehrberuf, unterrichtete bis 1997 als Professorin an der A. Badalbeyli Baku School of Music und anschließend bis 2009 als Professorin für Neue und Experimentelle Musik an der Musikakademie Baku. 2009 übersiedelte sie in die USA. Dort lehrt sie seit 2012 an der University of Maryland, Baltimore County.

## Schaffen
In ihren Kompositionen verband sie traditionelle aserbaidschanische Musik mit modernen Musikströmungen. Ihr Werk umfasst viele musikalische Genres von der Sinfonie über die Oper und Ballettmusiken bis hin zu Orgelwerken und Kammermusik. Sie wurden erfolgreich in den Niederlanden, Österreich, Kanada, Polen und Großbritannien aufgeführt.
Bei einem Konzert mit aserbaidschanischer Musik wurde 1994 in Den Haag Səma aufgeführt. Das holländische Nieuw Ensemble trat 1996 mit Pirəbə-dil auf, das Orgelwerk Qəsidə hatte 1999 seine deutsche Erstaufführung. In Italien wurden ihre Kompositionen u. a. 1998–2000 beim Festival Donne in musica vorgestellt, in Großbritannien beim Chard-Festival 2001 und erneut in Deutschland im Rahmen der Konzertreihe Frau Musica Nova 2004.

## Werke (Auswahl)

### Bühne
- Kosa-Kosa, Ballettpantomine 1975[7]
- Mahnılı nağıllar, Kinderoper 1996
- Cavidi-dəstgah, Choroper 2001
- Pendulum Clocks, Kammeroper 2014

### Orchester
- Sinfonie Nr. 1  1976
- Sinfonie Nr. 2, 1977
- Sinfonie Nr. 3, 1983
- Gecə, 1997
- Samandari, 2007
- Al Shadda, 2009
- The Mystical Moon, 2010
- Yurt, 2013
- Eos-Helios, 2013/2015
- Lullaby of the Stars, 2015

### Vokal
- Dərviş, 1992
- Sajda, 2006
- I Hear, 2010
- On Thin Air, 2018

### Kammermusik
- Streichquartett Nr. 1, 1974/2017
- Streichquartett Nr. 2, 1992
- Mərsiyə, 1993
- Səma, 1994
- Streichquartett Nr. 3 Tetraksis, 1995
- Pirəbə-dil, 1996
- Maral oyunu ritual mərasim, 1999
- Muğfil, 2002
- Zərrə, 2003
- Nüvə, 2003
- Pazyryk, 2014
- Qasars, 2019/2020

### Orgel
- Qəsidə, 1991
- Səhra, Fantasie, 1999

### Klavier
- Çeşmə, Präludien, 1984
- Alla Meyxana, Fantasie, 1996